# Fegersheim
Fegersheim (Fajersche in alsaziano) è un comune francese di 5.734 abitanti situato nel dipartimento del Basso Reno nella regione del Grand Est.

## Società

### Evoluzione demografica
Abitanti censiti